# Guerre de brousse en Ouganda
La guerre de brousse ougandaise (en anglais : Ugandan Bush War ; aussi connue sous le nom de guerre de Luwero, guerre civile ougandaise ou guerre de résistance) est la guérilla menée entre 1981 et 1986 en Ouganda par l'Armée de résistance nationale (National Resistance Army - NRA), bras armé du Mouvement de résistance nationale contre le gouvernement de Milton Obote et ensuite de Tito Okello.

## Contexte
Après la fuite d'Idi Amin Dada en 1979, à la suite de sa défaite dans la guerre ougando-tanzanienne, s'ouvrit une période de compétition intense et de lutte pour le pouvoir entre les différents groupes d'opposition ougandais qui avaient aidé l'armée tanzanienne contre les troupes d'Idi Amin. Ces groupes, qui s'étaient unis sous le nom d'Armée nationale de libération d'Ouganda (Uganda National Liberation Army - UNLA) et de sa branche politique le Front de libération nationale de l'Ouganda (Uganda National Liberation Front - UNLF), forment un organe quasi parlementaire nommé Commission consultative nationale (National Consultative Commission - NCC).
La NCC remplace le gouvernement intérimaire de Yusuf Lule (après seulement deux mois) par un gouvernement dirigé par Godfrey Binaisa. Binaisa est lui-même démis de ses fonctions (après huit mois) par la Commission militaire, un puissant organe au sein de l'UNLF dirigé par Paulo Muwanga, dont l'adjoint était Yoweri Museveni (alors chef de file du Mouvement patriotique ougandais (Uganda Patriotic Movement - UPM)). Le pays est alors dirigé par la Commission présidentielle comprenant, entre autres, Paulo Muwanga, David Oyite-Ojok, Yoweri Museveni et Tito Okello, jusqu'aux élections générales de décembre 1980, qui sont remportées par le Congrès du peuple ougandais (Uganda People's Congress - UPC) de Milton Obote.
Ces élections, âprement disputées et entachées d'intimidations et de nombreuses irrégularités, dans lesquelles l'UPM de Museveni obtient de faibles résultats, sont contestées par Museveni qui déclare une rébellion armée contre l'UNLA (alors armée nationale d'Ouganda) et le gouvernement de Milton Obote.

## Déroulement

### Début des hostilités
Museveni et ses soutiens se retirèrent au sud-ouest du pays et forment l'Armée populaire de résistance (Popular Resistance Army - PRA), qui fusionne ultérieurement avec les supporters de l'ex-président Lule, les Combattants de la liberté d'Ouganda (Uganda Freedom Fighters - UFF), devenant l'Armée de résistance nationale (National Resistance Army - NRA). Sa branche politique prend le nom de Mouvement de résistance nationale (National Resistance Movement - NRM).
En parallèle, deux groupes de rebelles, formés à partir des restes de l'armée d'Idi Amin, commencèrent une lutte contre l'UNLA dans la province du West Nile.
La guerre de brousse débute le 6 février 1981 par une attaque sur un camp militaire dans le district central de Mubende. Museveni, qui avait acquis une expérience de la guérilla avec le FRELIMO au Mozambique et avec son propre groupe (FRONASA) crée en Tanzanie pour combattre Idi Amin, centre ses activités dans les zones rurales hostiles au gouvernement d'Obote, en particulier dans les régions centre et ouest du Buganda et jusqu'en 1985, la guerre se concentre dans ce qui fut appelé le triangle de Luweero.
La plupart des batailles sont menées par de petites unités mobiles, commandées par Fred Rwigema assisté de Salim Saleh, le frère de Museveni, soutenues par des petites forces locales.

### Riposte de l'armée ougandaise, crimes des belligérants
Afin de réagir contre la NRA, l'armée gouvernementale UNLA riposte dans les zones concernées, au prix de nombreuses pertes civiles. L'UNLA est composée de nombreux soldats issus des ethnies Acholi et Langi et, bien que ces ethnies aient elles-mêmes souffert des purges génocidaires d'Idi Amin dans le nord de l'Ouganda, ceux-ci commettent des crimes de guerre semblables à ceux d'Amin.
Début 1983, afin d'éliminer le soutien des populations rurales à la guérilla de la NRA, la zone du district de Luwero est ciblée par une campagne massive de déplacement de populations affectant près de 750 000 personnes. Les camps de réfugiés résultants sont soumis à un contrôle militaire et sont le théâtre de nombreuses atteintes aux droits de l'homme. Les civils restés hors des camps sont considérés comme sympathisants de la guérilla et traités en conséquence.
La NRA commet également des crimes, notamment en employant des mines terrestres ayant occasionné des pertes civiles. L'utilisation d'enfants soldats est commune dans les rangs de la NRA, et continue même lorsqu'elle devient l'armée nationale. Néanmoins, la politique de la NRA est de s'attirer les bonnes grâces de la population civile : les troupes de la NRA étaient instruites des motivations de leur guérilla et étaient encouragées à respecter les populations civiles parmi lesquelles ils vivaient sans s'adonner au pillage.

### Déliquescence de l'UNLA
Devant la dégradation de la situation économique et militaire, Obote subordonne la conduite du pays à une victoire militaire contre la NRA. Des conseillers militaires nord-coréens sont invités pour soutenir la guerre contre la NRA. Mais l'armée est fatiguée et, après la mort du chef d'état-major, le général Oyite Ojok, dans un accident d'hélicoptère, des fractures ethniques apparaissent : les soldats Acholi se plaignent d'être plus fréquemment envoyés au front avec peu de récompenses ; de plus, Obote s'attire l'opposition du corps des officiers (dominé par les Acholi, notamment le général Tito Okello et le lieutenant-général Bazilio Olara-Okello), en nommant le brigadier Smith Opon Acak, un Lango, chef d'état-major et en augmentant l'importance des forces spéciales, dominées par les Langos.
Le 27 juillet 1985, une brigade de l'UNLA, composée majoritairement d'Acholis, dirigée par Olara-Okello déclenche un coup d'État contre le gouvernement d'Obote et s'empare du pouvoir. Milton Obote s'enfuit en exil en Zambie. Olara-Okello demeure chef de l'État durant quelques jours avant de laisser sa place au général Okello. 
En parallèle, les efforts de propagande de la NRA et de mise en place des structures politiques de soutien à la guérilla s'intensifient, permettant de gagner le soutien des populations civiles. La guérilla ouvre un second front dans le sud-ouest du pays, dans les régions occidentales d'Ankole et du Bunyoro.

### Prise du pouvoir par la NRA
Avant la mort d'Oyite Ojok, la NRA était presque battue et Museveni s'était exilé en Suède. Néanmoins, en raison des luttes intestines de l'UNLA et après le coup d'État contre Obote, la guérilla de la NRA reprend en force.
En décembre 1985, le gouvernement de Tito Okello signe toutefois un accord de paix à Nairobi avec la NRA, appelé le traité de Nairobi (en). Le cessez-le-feu est cependant quasi immédiatement rompu et, en janvier 1986, Salim Saleh commande l'assaut de la NRA sur Kampala, qui entraîne la chute du régime de Tito Okello et l'accession de Museveni à la présidence, le 29 janvier 1986.
La NRA remplace l'UNLA en tant qu'armée nationale et est ultérieurement renommée Forces de défense du peuple ougandais (Uganda People's Defence Force - UPDF).

## Bilan de la guerre

### Pertes humaines
Le bilan des pertes humaines pourrait atteindre les 500 000 victimes.

### Situation économique
Le pays sort exsangue du conflit : la situation économique du pays, déjà ruinée par les politiques fantasques d'Idi Amin Dada, ne peut se remettre lors de la période d'instabilité et, malgré les tentatives d'Obote pour corriger l'économie, la prolongation de la guerre civile et la détérioration de son image auprès des bailleurs de fonds empêche tout redressement.
Les infrastructures sont en piteux état à la suite de près de 15 années d'incurie, de négligences et de combats, en plus qu'une partie du pays (centre et ouest) a été durement touchée par les pillages, dégradations et déplacements de populations.

### Rébellions subséquentes
Suivant la prise de pouvoir de la NRA, les Acholi sont considérés comme les responsables des atrocités ayant eu lieu dans le triangle de Luweero. Les crimes commis par la NRA dans le nord du pays, la défiance des populations envers le nouveau gouvernement tenus par des « hommes du Sud » et la présence des soldats démobilisés de l'UNLA contribue à créer des petits groupes de rébellion dans le nord du pays, dont l'Insurrection de l'Armée de Résistance du Seigneur (Lord's Resistance Army - LRA) qui mène une rébellion particulièrement sauvage depuis 1987 et toujours active dans les années 2020.

## Dans la culture populaire
- Le film Kengere est un documentaire de 2010 racontant l'un des crimes commis lors de la guerre.